# 2-Aminopirimidina
La 2-aminopirimidina (també anomenada 2-pirimidinamina o piramidin-2-amina) és un compost orgànic format per àtoms de carboni, hidrogen i nitrogen. És un tipus de pirimidina, una base nitrogenada formada per dos àtoms de nitrogen i quatre de carboni. Concretament, la 2-aminopirimidina està caracteritzada per tenir un grup amino enllaçat en el carboni 2 de l’anell. La seva fórmula química és 2-(NH2)C4H3N2, la fórmula molecular és C4H5N3 i el seu pes molecular és de 95.10 g/mol.
Les 2-aminopirimidines formen part d'un grup d'heterocicles coneguts per posseir propietats antioxidants, anticancerosos, antibacterianes, antifúngiques, antivirals, antiinflamatòries, antidiabètiques, antimalàries, antileishmanials i antitripanosòiques.

## Síntesi
La síntesi de la 2-aminopirimidina pot dur-se a terme per diverses rutes.
Un dels mètodes més recurrents per a la seva síntesi es basa en la reducció del grup ciano en un compost ciano-pirimidínic. El procés comença amb la reducció de 2-ciano-2,6-dimetilpirimidina amb un agent reductor com l’hidrogen (H₂) en presència d’un catalitzador. El compost resultant de la reducció del grup ciano és la 2-aminopirimidina. La reacció general d’aquest procés és la següent: 2-ciano-4,6-dimetilpirimidina + H₂ + catalitzador → 2-aminopirimidina.
Una altra ruta per a la síntesi de la 2-aminopirimidina consta en la substitució nucleofílica amb un grup amino partint del compost 2-cloro-4,6-dimetilpirimidina. Aquest canvi deriva en la formació del compost orgànic esmentat. És a dir, la reacció resultant és 2-cloro-4,6-dimetilpirimidina + NH₃ → 2-aminopirimidina.

## Estructura
La 2-aminopirimidina està formada per una pirimidina i un grup amino enllaçat al carboni 2 d’aquesta. La pirimidina és un anell heterocíclic similar al benzè, amb la diferència de que en la posició de carbonis 1 i 3 hi ha dos nitrògens. També és fàcil de confondre amb la piridina, un anell heterocíclic que només té un nitrogen.
La posició del grup amino és el que diferencia la 2-aminopirimidina, dels altres tipus d'aminopirimidines, com la 4-aminopirimidina o la 5-aminopirimidina.
L'estructura formada per aquests dos grups funcionals atorga a la 2-aminopirimidina unes propietats físiques i químiques específiques.

## Funció
La 2-aminopirimidina, un derivat de la pirimidina, compta amb una estructura nitrogenada que li permet establir interaccions específiques amb diverses proteïnes, incloent-hi aquelles implicades en processos metabòlics i d'eliminació de toxines.
Aquest compost està emergint com un element fonamental en la cerca de nous inhibidors de la β-glucuronidasa, un enzim de la família de les glicosidases que catalitza la descomposició de carbohidrats complexos i contribueix en la regulació de la desintoxicació en l'organisme.
La β-glucuronidasa, participa en la descomposició de glucurònids, facilitant l'expulsió de substàncies com carcinògens, estrògens, àcids biliars i diversos fàrmacs. No obstant això, una activitat excessiva d’aquesta enzima pot revertir l’eliminació d’aquests compostos, alliberant xenobiòtics i generant toxicitat intestinal, que s'associa amb malalties com el càncer de còlon, mama i pròstata.
La inhibició de la β-glucuronidasa s'ha convertit en un objectiu primordial per reduir aquests riscos. L'estructura flexible de les 2-aminopirimidinas, combinada amb la seva capacitat per a formar enllaços específics amb el lloc actiu de l'enzim, permet reduir de manera eficaç l'activitat de la β-glucuronidasa. Així, s'evita l'alliberament de compostos tòxics a l'intestí i disminueix, en conseqüència, el risc de patologies relacionades.

## Fàrmacs
Les 2-aminopirimidines tenen un gran potencial per a combatre una àmplia varietat de microorganismes. La seva estructura flexible permet modificacions químiques que augmenten la seva efectivitat com a agents antimicrobians; redueixen la seva toxicitat i faciliten la superació dels mecanismes de resistència que molts patògens han desenvolupat enfront dels medicaments actuals. Aquesta capacitat d'adaptació química és clau per a dissenyar compostos que puguin combatre infeccions causades per bacteris i fongs resistents als tractaments convencionals.
A més, la seva versatilitat facilita la seva modificació per a millorar el seu perfil farmacològic, la qual cosa la converteix en un candidat prometedor en la lluita contra les infeccions resistents, un problema creixent per a la salut pública.
Així mateix, diversos estudis afirmen que aquest compost orgànic ha demostrat capacitat per a interrompre rutes inflamatòries específiques, per la qual cosa també es considera una opció prometedora per al tractament de malalties cròniques associades amb la inflamació.
Finalment, tant la 2-aminopirimidina com els seus derivats ofereixen una perspectiva esperançadora pel tractament del càncer, especialment en influir en la reparació i replicació de l'ADN. Aquests compostos no sols s'utilitzen per a inhibir l'activitat enzimàtica clau en cèl·lules canceroses, sinó que també poden formar la base per al desenvolupament de nous tractaments que augmentin l'eficàcia de teràpies convencionals com per exemple la quimioteràpia i la radioteràpia.

## Propietats fisicoquímiques

### Propietats físiques

#### Aspecte
Acostuma a ser sòlida, es troba en forma de pols blanca cristal·lina.

#### Massa molecular
La massa molecular de la 2-aminopirimidina és 95.10 g/mol.

#### Punt de fusió
No es pot saber el seu punt de fusió exacte, però es troba entre els 124 °C i 127 °C, semblant a molts altres compostos orgànics.

#### Punt d'ebullició
El seu punt d'ebullició és a 158 °C, és un valor de temperatura moderat.

#### Solubilitat
La 2-aminopirimidina és soluble en aigua, i en altres substàncies com l'alcohol, acetat, acetona i cloroform. També pot ser soluble, tot i que no tan fàcilment, en èter i benzè.

#### Densitat
La densitat d'aquest compost és de 1.1031 g/mL aproximadament, ja que en algunes condicions podria variar.

### Propietats químiques

#### pH
La 2-aminopirimidina és una estructura bàsica. Aquesta basicitat es deu als nitrògens que presenta l'estructura, ja que aquests tenen una gran capacitat per acceptar protons.

#### Interacció amb altres molècules
La molècula pot formar ponts d'hidrogen gràcies a les propietats químiques que aporta la pirimidina. A més a més, el grup amino enllaçat al carboni 2 de l'anell heterocíclic la fa més hidrosoluble i li aporta més capacitat de reaccionar amb àcids.